# جيف دي
جيف دي (بالإنجليزية: Jeff Dee)‏ هو فنان أمريكي، ولد في 15 مايو 1961 في الولايات المتحدة.

## وصلات خارجية
- الموقع الرسمي